# Paweł Gruza
Paweł Marcin Gruza (ur. 1 czerwca 1977 w Warszawie) – polski prawnik, menedżer i urzędnik państwowy. W 2016 podsekretarz stanu w Ministerstwie Skarbu Państwa, w latach 2016–2018 podsekretarz stanu w Ministerstwie Finansów, w latach 2022–2023 pełnił obowiązki prezesa zarządu banku PKO BP, od 2025 doradca Prezydenta RP. Syn reżysera Jerzego Gruzy.

## Życiorys
Jest absolwentem Wydziału Prawa i Administracji Uniwersytetu Warszawskiego. Pracował dla firm doradztwa podatkowego: Instytutu Studiów Podatkowych (1997–98), Arthur Andersen (2000–2002) oraz Ernst & Young (2002–2007). W wyborach samorządowych w 2002 bez powodzenia kandydował do Rady Warszawy z listy komitetu Weselsza i Kompetentna Warszawa. Od 2007 był wspólnikiem i członkiem zarządu MMR Consulting sp. z o.o., a w lipcu 2014 został partnerem w polskiej kancelarii doradztwa podatkowego GWW Tax. Ekspert w dziedzinie finansów i gospodarki Fundacji Republikańskiej, której był wiceprezesem. Między kwietniem a listopadem 2016 podsekretarza stanu w Ministerstwie Skarbu Państwa w rządzie Beaty Szydło. Od 7 listopada tego samego roku został powołany na stanowisko podsekretarza stanu w Ministerstwie Finansów, od lipca 2018 członek Komisji Nadzoru Finansowego – przedstawiciel ministerstwa finansów. W sierpniu 2018 odwołany z tych stanowisk i powołany (od 10 września) przez radę nadzorczą KGHM na stanowisko wiceprezesa zarządu ds. aktywów zagranicznych. 
W latach 2022–2023 wiceprezes zarządu PKO BP kierujący pracami zarządu banku. Nie uzyskawszy przez 8 miesięcy zgody Komisji Nadzoru Finansowego na objęcie funkcji prezesa, motywując publicznie swoją decyzję "atakami medialnymi i personalnymi" i "blokowaniem przez grupy interesów możliwości prowadzenia efektywnych działań", zrezygnował z kierowania pracami zarządu banku, pełniąc funkcję wiceprezesa do lutego 2024. W sierpniu 2025 został doradcą prezydenta RP.
Specjalizuje się w podatku VAT, podatku dochodowym i akcyzie. Jest współautorem pierwszego komentarza do ustawy o systemie ubezpieczeń społecznych (1999) oraz współautorem pierwszego w Polsce komentarza do unijnych dyrektyw VAT-owskich. Publikuje artykuły dotyczące prawa, podatków i gospodarki w prasie ekonomicznej i czasopismach specjalistycznych.
W dzieciństwie wystąpił w filmie telewizyjnym Ceremonia pogrzebowa (1984).